# Llac Ontario

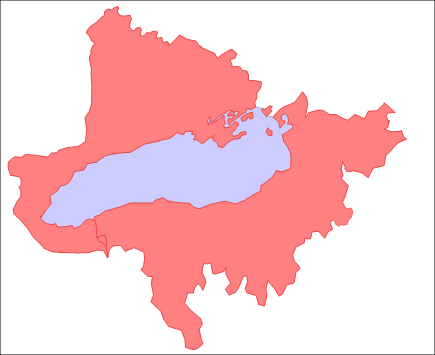
Conca del llac Ontario.

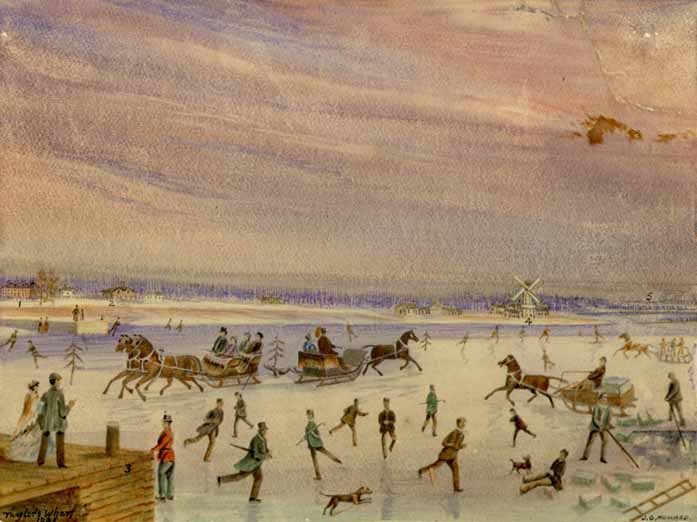
Escena hivernal a la badia de Toronto.

El llac Ontario és el menor dels cinc Grans Llacs d'Amèrica del Nord, amb 18.960 km². Limita al nord amb l'estat canadenc d'Ontario i al sud amb la península del Niàgara i l'estat estatunidenc de Nova York. Entre les ciutats més importants que es troben vora el llac Ontario destaquen Toronto, Kingston i Hamilton al Canadà, i Rochester, als Estats Units. En idioma huron, el nom Ontarí'io significa "gran llac". La seva aportació principal és el riu Niàgara, que procedeix del llac Erie. L'últim dels Grans Llacs serveix de sortida a l'oceà Atlàntic a través del riu Sant Llorenç, que comprèn l'extrem oriental de la via marítima del Sant Llorenç.

## Geografia
El llac Ontario és el més oriental dels Grans Llacs i el més petit en superfície amb 18.960 km², encara que supera el llac Erie en volum (1,639 km3). És el 13è llac més gran del món. Si es tenen en compte totes les seves illes, el litoral del llac té una longitud de 1.146 km. Com a últim llac de la cadena hidrològica dels Grans Llacs, el llac Ontario té l'elevació mitjana més baixa dels llacs, amb 74 metres sobre el nivell del mar; 99 metres més baix que el seu veí riu amunt. La seva longitud màxima és de 311 quilòmetres, i la seva amplada màxima és de 85 quilòmetres. La profunditat mitjana del llac és de 86 metres, amb una profunditat màxima de 244 metres. La font principal del llac és el riu Niàgara, que drena el llac Erie, amb el riu Sant Llorenç que serveix de sortida. La seva conca hidrogràfica cobreix 64.030 km². Com la resta dels Grans Llacs, el nivell de l’aigua canvia tant durant l’any, a causa dels canvis estacionals en l’aportació d’aigua, com entre anys, a causa de les tendències a llarg termini de les precipitacions. Aquestes fluctuacions del nivell de l'aigua són una part integral de l'ecologia dels llacs i produeixen i mantenen zones humides extenses. El llac també té una important pesca d'aigua dolça, tot i que ha estat afectat negativament per factors com la sobrepesca, la contaminació de l'aigua i les espècies invasores.
Les barres de sorra construïdes pels vents i corrents dominants han creat un nombre important de llacunes i ports protegits. Aquestes barres de sorra s'associen sovint a grans zones humides, que ajuden a un gran nombre d’espècies vegetals i animals, a més de proporcionar importants zones de descans per a les aus migratòries. Presqu'ile, a la riba nord del llac Ontario, és particularment important en aquest sentit.
Els principals rius que desemboquen al llac Ontario són el riu Niàgara, el riu Don, el riu Humber, riu Trent, riu Cataraqui, riu Genesee, riu Oswego, riu Black, riu Little Salmon i el riu Salmon.

## Geologia
La conca del llac va ser esculpida en roques suaus i febles del silurià durant la darrera edat de gel, la glaciació de Wisconsin. L'acció del gel es va produir al llarg de la vall pre-glacial del riu Ontarian, que tenia aproximadament la mateixa orientació que la conca actual. El material que va ser empès cap al sud per la capa de gel va deixar formes de relleu com ara drumlins, kames i morrenes, tant a la superfície terrestre com al fons del llac, reorganitzant tot el sistema de drenatge de la regió. A mesura que la capa de gel es retirava cap al nord, aigües avall el llac estava bloquejat per la capa de gel i això feia que el nivell del llac fos uns 30 metres superiors a l'actual nivell del llac Ontario. Durant aquesta etapa, en què es coneix a llac Iroquois, el llac desguassava a través de l'actual Syracuse, cap al riu Mohawk, el riu Hudson i l'Atlàntic. La línia de costa creada en aquesta etapa es pot reconèixer fàcilment per les platges (ara seques) i els turons tallats per onades.
Quan finalment el gel es va retirar de la vall del Sant Llorenç, la sortida va quedar per sota del nivell del mar i, durant un temps el llac es va convertir en una badia de l'oceà Atlàntic, en associació amb el mar de Champlain. A mesura que la terra gradualment es va anar aixecant pel procés isostàtic, el litoral es va retirar al lloc que ocupa actualment.

## Història
El nom Ontario deriva de la paraula hurona Ontarí'io, que significa "gran llac". El llac era la frontera entre els hurons i la confederació iroquesa durant l'època precolombina. Durant el segle xv els iroquesos van expulsar els hurons del sud d'Ontario i es van establir a les costes septentrionals del llac d'Ontario. Quan els iroquesos es van retirar i els Anishnabeg / Ojibwa / Mississaugas es van traslladar del nord al sud d'Ontario, van conservar el nom iroquès. A la zona de la badia de Sodus s'han trobat artefactes d'origen nòrdic, indicant la possibilitat de comerciar pels pobles indígenes amb exploradors nòrdics a la costa est de l’Amèrica del Nord.
Es creu que el primer europeu que va arribar al llac va ser Étienne Brûlé el 1615. Els exploradors francesos van introduir altres noms per al llac. El 1632 i el 1656, Samuel de Champlain i el cartògraf Nicolas Sanson van referir-se al llac com Lac de St. Louis o Llac St. Louis respectivament (probablement per Lluís XIV de França). El 1660 l’historiador jesuïta Francis Creuxius va encunyar el nom Lacus Ontarius. En un mapa dibuixat a la Relation des Jésuites (1662-1663), el llac porta la llegenda "Lac Ontario ou des Iroquois" amb el nom "Ondiara" en tipus més petit. Un mapa francès produït el 1712 per l'enginyer militar Jean-Baptiste de Couagne, identificava el llac Ontario com a "Lac Frontenac" que porta el nom de Louis de Buade, Comte de Frontenac i de Palluau.
Tant els britànics com els francesos van establir una sèrie de bases comercials, com el fort Frontenac el 1673, el fort Oswego el 1722 i el fort Rouillé el 1750. Després de la Guerra franco-índia tots els forts al voltant del llac quedaren sota control britànic. Els Estats Units van prendre possessió dels forts del costat estatunidenc del llac en signar el tractat de Jay el 1794. Durant la Revolució Americana es van formar els primers assentaments europeu permanent no militars. Com a llac més oriental i més proper a la costa atlàntica del Canadà i dels Estats Units, els nuclis de població de la zona són dels més antics de la conca dels Grans Llacs, amb Kingston, antiga capital del Canadà, que evoluciona a partir de Fort Frontenac el 1673. El llac es va convertir en un centre d'activitat comercial després de la guerra de 1812 amb la construcció de canals a banda i banda de la frontera i viatges amb vaixells de vapor. L’activitat dels vapors va assolir el seu punt àlgid a mitjan segle xix abans de l'inici de la competència de les línies ferroviàries.

## Ecologia i preocupacions ambientals
La conca hidrogràfica dels Grans Llacs és una regió d’alta biodiversitat i el llac Ontario és important per la seva diversitat d’aus, peixos, rèptils, amfibis i plantes. Moltes d’aquestes espècies especials s'associen a les costes, particularment a les dunes, les llacunes i els aiguamolls. Moltes de les zones humides més grans estan protegides. No obstant això, aquestes zones humides estan canviant en part perquè les fluctuacions naturals del nivell de l'aigua s'han reduït. Moltes plantes de zones humides depenen de nivells baixos d’aigua per reproduir-se. Quan els nivells d’aigua s'estabilitzen, es redueix l'àrea i la diversitat dels aiguamolls. Sovint això va acompanyat de la invasió de boga, que desplaça moltes de les espècies de plantes autòctones i redueix la diversitat vegetal. L'eutrofització pot accelerar aquest procés proporcionant una gran quantitat de nitrogen i fòsfor al medi i, d'aquesta manera, provoquen el seu desequilibri.  Es produeixen efectes similars a la riba nord en zones humides com Presqu'ile, que tenen zones humides interdunals amb una gran diversitat vegetal i moltes espècies vegetals poc habituals.
La majoria dels boscos que envolten el llac són boscos caducifolis dominats per arbres com l'auró, roures, faigs i freixes. La desforestació pels voltants del llac ha tingut molts impactes negatius, com ara la pèrdua espècies d’ocells, l'extinció de salmons autòctons i l’augment de la quantitat de sediment que desemboca al llac. En algunes zones, més del 90% de la coberta forestal ha estat eliminada i substituïda per l'agricultura. Algunes espècies d’arbres, com la cicuta, també han desaparegut per l’activitat forestal.  Les directrius per a la restauració subratllen la importància de mantenir i restaurar la coberta forestal, particularment al llarg de rierols i aiguamolls.
Cap als anys seixanta i setanta del segle XX l’augment de la contaminació va provocar freqüents marees roges a l'estiu.

## Clima
A causa de la seva gran profunditat, el llac ràrament es congela completament a l'hivern, però sí es forma una capa de gel que cobreix entre el 10% i el 90% de la superfície del llac, en funció de la intensitat de l'hivern. El gel afecta més les zones costaneres, poc profundes. Durant els hiverns de 1877 i 1878, la cobertura de la capa de gel fou de fins al 95-100% del llac. Durant la guerra de 1812, la coberta de gel era prou estable que el comandant naval estatunidenc estacionat a Sackets Harbor temia un atac britànic des de Kingston, sobre el gel. S'han documentat cinc ocasions en què el llac s'ha congelat completament: 1830, 1874, 1893, 1912 i 1934.
Quan els vents freds de l’hivern passen per sobre l’aigua més càlida del llac, agafen humitat i provoquen una nevada per efecte lacustre

## Assentaments
Una gran conurbació anomenada Golden Horseshoe ocupa les costes més occidentals del llac, entre Toronto i Hamilton. Els ports de la costa canadenca també inclouen St. Catharines, Oshawa, Cobourg i Kingston, prop del naixement del riu Sant Llorenç. Prop de 9 milions de persones o més d’una quarta part de la població canadenca viu a la conca del llac Ontario. La costa estatunidenca és majoritàriament rural, a excepció de Rochester i petits ports com Oswego i Sackets Harbour. La ciutat de Siracusa es troba 64 km a l’interior i es troba connectada amb el llac pel sistema de canals de l’Estat de Nova York. Més de dos milions de persones viuen a la conca hidrogràfica americana del llac Ontario.